# Leopold Wilhelm von der Schulenburg
Leopold Wilhelm von der Schulenburg (* 28. August 1772 auf Gut Kremzow, Landkreis Pyritz; † 19. August 1838 auf Gut Priemern bei Seehausen) war preußischer Landrat im Landkreis Osterburg und Ritter des Ordens Pour le Mérite.

## Leben
Leopold Wilhelm entstammte dem Ast Priemern-Beetzendorf des Schwarzen Stammes des besonders in der Altmark verbreiteten brandenburg-preußischen Adelsgeschlechts von der Schulenburg. Seine Eltern waren der preußische Generalmajor August Ferdinand von der Schulenburg (1729–1787) und Christiane Wilhelmine von Eimbeck (1741–1785). Sein älterer Bruder Heinrich Wilhelm Ferdinand von der Schulenburg (1766–1832) wurde später Domdechant zu Brandenburg und erster Kurator der Ritterakademie Brandenburg.
Schulenburg trat, obwohl reicher Erbe, der Familientradition folgend, in die Preußische Armee ein. Er diente im Husarenregiment „von der Goltz“ und nahm als Sekondeleutnant am Ersten Koalitionskrieg gegen das revolutionäre Frankreich teil. In einem Gefecht bei Luxemburg am 1. Oktober 1793 zeichnete er sich besonders aus. Das berichtete Blücher am 4. Oktober dem Kommandierenden General, dem Herzog von Braunschweig:

„[…] Bei der Attake, so ich bei Luxemburg hatte, attakierten die Lieutenants von W. und von der Schulenburg, ein jeder mit 20 Pferde, ein feindliches, einige 100 Mann starkes Detaschement Infanterie und verhinderten, daß der Feind einen ihm sehr nützlichen Wald erreichen konnte. Als ich darauf den Feind in der Front attakierte, hieben sie in dessen Flanke ein, daß der Feind einige 70 Todte auf dem Platz ließ und 1 Kapitain und 55 Mann gefangen gemacht wurden. Der Lieutenant v. d. Schulenburg hat überdies vielleicht Ursach, sich der gnädigen Rückerinnerung S.M., des Königs, schmücken zu können, da er bei dem Absterben des Generals, seines Vaters, als er den Orden p.l.m. des Wohlseligen alleruntertänigst zu übermachen that, […] S.M. zu erkennen gab, […] daß Selbiger einst Gelegenheit zu haben wünschten, ihn bei eintretenden Falle damit begnaden zu können […].“

Der Herzog von Braunschweig leitete Blüchers Bericht an den König weiter, der dann mit Allerhöchster Kabinettsorder vom 10. Oktober 1793 Leopold Wilhelm von der Schulenburg den Orden pour le merite verlieh. 

„[…] Ich von Eurem Korps dem Nr. 526 den Orden p.l.m. konferieret […] habe […]“

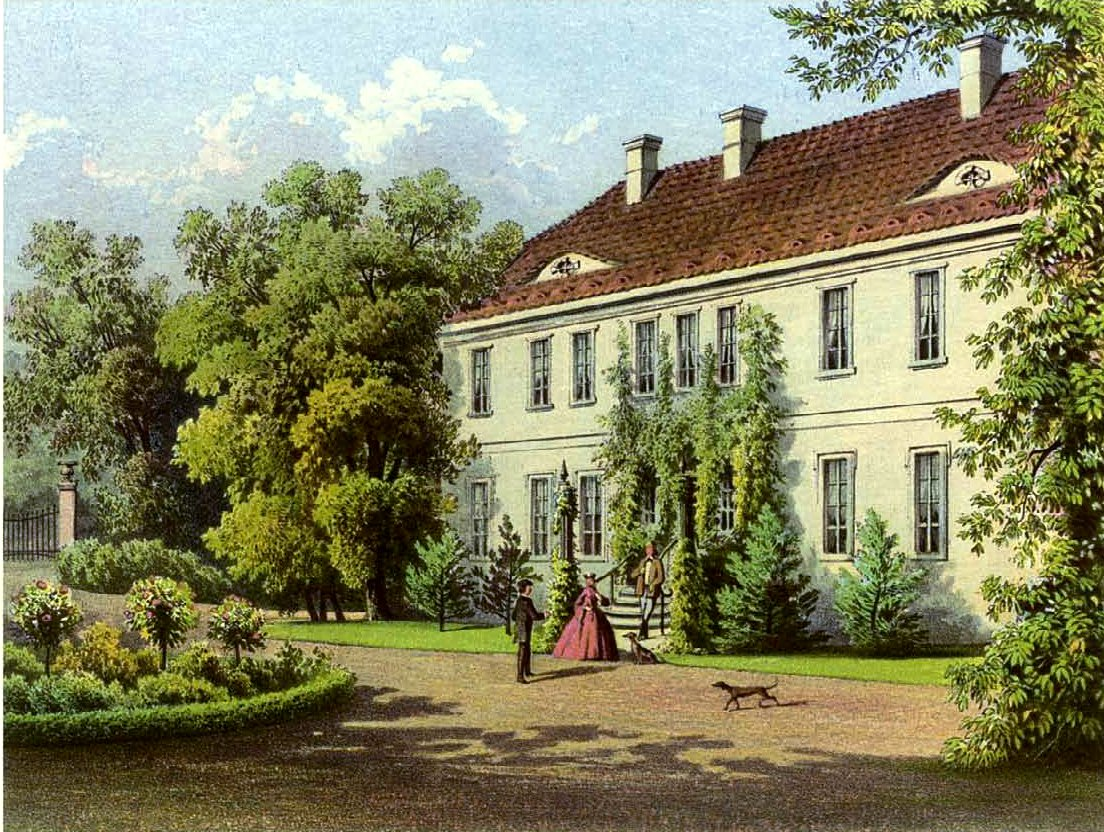
Gut Priemern um 1860, Sammlung Alexander Duncker

Schulenburg diente weiter, schied dann aber als Rittmeister aus dem aktiven Dienst, um seine ererbten Güter zu bewirtschaften. Dies waren die Güter Priemern, Bretsch, Dewitz, Drüsedau, Lindhof und Eichstedt, die Propstei Salzwedel, Beetzendorf (seit 1345 im Besitz der Familie), Apenburg, Rittleben und Winterfeld in der Altmark sowie Maaßleben und Seegarden im Herzogtum Schleswig. Wegen der schleswigschen Güter wurde er durch Allerhöchsten Erlass des dänischen Königs vom 14. Februar 1818 in den dänischen Adel aufgenommen. Zusätzlich zur Bewirtschaftung seines umfangreichen Landbesitzes wurde er zum Landrat ernannt. Außerdem war er Rechtsritter des Johanniterordens.

## Familie
Schulenburg war seit dem 23. Mai 1805 zu Selka mit Juliane von Kirchbach (1785–1873) verheiratet, sie hatten zwölf Kinder:
- Wilhelm (1806–1883), Mitglied des Preußischen Herrenhauses

⚭ (I) 1833 Bertha Elisabeth von Jagow (1813–1835);
⚭ (II) 1839 Klara von Lattorff (1819–1890), Tochter des Rittergutsbesitzers Carl von Lattorf
- Helene Luise Juliane Thomasine Caroline Elisabeth (1808–1816)
- Julius (1809–1893), preußischer Generalleutnant
- Pauline (1810–1882) ⚭ 1829 Ferdinand von Alvensleben (1803–1889), Gutsherr, Mitglied des Preußischen Herrenhauses
- Johanna (1811–1831)
- Friedrich (*/† 1813)
- Gustav (1814–1890), preußischer Diplomat
- Bernhard (1814–1815), Zwillinge
- Helene (1817–1870) ⚭ 1834 Detlev von Bülow (1793–1882), Gutsbesitzer, Forstbeamter
- Marie Ernestine (1820–1897) ⚭ Henry Howard, Diplomat in der englischen Gesandtschaft in Berlin
- Werner (1823–1889)
- Florens Bernhard (1826–1900), Mitglied des Preußischen Abgeordnetenhauses ⚭ Elisabeth von der Schulenburg (* 1842)